# Club Deportivo Cacahuatique
Club Deportivo Cacahuatique es un club de fútbol profesional salvadoreño con sede en distrito Ciudad Barrios, de San Miguel Norte, El Salvador.

## Historia
El club fue fundado el 4 de diciembre de 1968. 
Cacahuatique después de ascender de Tercera División en 2018, y dos intentos previos de ganar el título de la Segunda División salvadoreña en el Apertura 2021 y Apertura 2023, el equipo pudo obtener su primer cetro en la Segunda División salvadoreña derrotando a Tiburones de Sonsonate en el Clausura 2024.

### Ascenso a Primera
Por primera vez en su historia ascendió a la Liga Mayor del país centroamericano el 1 de julio de 2024, tras derrotar a Titán en partido de desempate por marcador de 4-3 en penales, luego de que finalizaran1-1 al minuto 120. 
El club juega actualmente en la Primera División de El Salvador. siendo el equipo número 34 en disputar Torneos Cortos. 

## Palmarés
- Segunda División de El Salvador (1): Clausura 2024
- Tercera División de El Salvador (1): Apertura 2018 [3]

## Lista de entrenadores
- Marvin Hernández (2017)
- Willian Chevez (2018– 2019)
- Omar Sevilla (junio 2019 - septiembre 2019)[4]
- Eraldo Correia (septiembre 2019- enero 2020)
- Marvin Hernández (febrero 2020 -abril 2021)
- Efrain Solano (abril 2021-junio 2021)
- Omar Sevilla (junio 2021-junio 2022)
- Jorge Abrego (junio 2022 - diciembre 2022)
- Carlos Romero (enero 2023 - julio 2023)
- Nelson Ancheta (julio 2023 - agosto 2023)
- Iván Ruiz (agosto 2023 - enero 2024)
- Pablo Quiñones (enero 2024 - julio 2024, junio 2025 - Presente)
- Daniel Corti (julio 2024 - marzo de 2025)
- Víctor Coreas (abril 2025 - mayo 2025)